# Ronde van Qatar 2004
De Ronde van Qatar 2004 was de derde editie van de meerdaagse wielerwedstrijd die in Qatar werd gehouden. Deze editie vond van 2 tot en met 6 februari plaats. De organisatie was in handen van Amaury Sport Organisation. In totaal gingen 119 renners van start, van wie slechts 41 de eindstreep bereikten. Veel renners kwamen in de laatste etappe buiten de tijdslimiet binnen en werden daarom niet opgenomen in de officiële eindrangschikking.

## Startlijst
Er namen vijftien ploegen deel die met elk acht renners aan de start verschenen.
| Lotto-Domo           | Team Gerolsteiner      | Credit Agricole | Rabobank      |
| Quick·Step-Davitamon | T·Mobile               | De Nardi        | Saunier Duval |
| Vlaanderen-T Interim | AG2R Prévoyance        | Fassa Bortolo   | Phonak        |
| Team CSC             | Brioches La Boulangère | Saeco           |               |

## Etappe-overzicht
| etappe | datum      | start      | finish   | afstand  | winnaar           | klassementsleider |
| ------ | ---------- | ---------- | -------- | -------- | ----------------- | ----------------- |
| 1e     | 2 februari | Doha       | Doha     | 150,0 km | Francisco Ventoso | Francisco Ventoso |
| 2e     | 3 februari | Al-Zubarah | Doha     | 151,0 km | Tom Boonen        | Tom Boonen        |
| 3e     | 4 februari | Doha       | Doha     | 189,5 km | Robert Hunter     | Robert Hunter     |
| 4e     | 5 februari | Al-Wakra   | Al-Wakra | 168,5 km | Fabian Cancellara | Robert Hunter     |
| 5e     | 6 februari | Doha       | Doha     | 163,0 km | Robert Hunter     | Robert Hunter     |

## Etappe-uitslagen
| rang | renner             | land | tijd |
| ---- | ------------------ | ---- | ---- |
| 1    | Francisco Ventoso  | ESP  | ?    |
| 2    | Sébastien Chavanel | FRA  |      |
| 3    | Robert Hunter      | RSA  |      |

| rang | renner             | land | tijd    |
| ---- | ------------------ | ---- | ------- |
| 1    | Tom Boonen         | BEL  | 2:53.00 |
| 2    | Jean-Patrick Nazon | FRA  |         |
| 3    | Francesco Chicchi  | ITA  |         |

| rang | renner             | land | tijd    |
| ---- | ------------------ | ---- | ------- |
| 1    | Robert Hunter      | RSA  | 4:54.46 |
| 2    | Robbie McEwen      | AUS  | + 0.03  |
| 3    | Jean-Patrick Nazon | FRA  |         |

| rang | renner            | land | tijd    |
| ---- | ----------------- | ---- | ------- |
| 1    | Fabian Cancellara | SUI  | 3:02.37 |
| 2    | Koos Moerenhout   | NED  |         |
| 3    | Frank Høj         | DEN  |         |

| \| rang \| renner \| land \| tijd \| \| ---- \| ------------------- \| ---- \| ------- \| \| 1 \| Robert Hunter \| RSA \| 3:28.41 \| \| 2 \| Francesco Chicchi \| ITA \| \| \| 3 \| Wouter Van Mechelen \| BEL \| \| |                     |      |         |
| rang | renner              | land | tijd    |
| 1 | Robert Hunter       | RSA  | 3:28.41 |
| 2 | Francesco Chicchi   | ITA  |         |
| 3 | Wouter Van Mechelen | BEL  |         |

## Eindklassementen

### Algemeen klassement
| Plaats    | Naam                | Ploeg                | Tijd      |
| --------- | ------------------- | -------------------- | --------- |
| Gele trui | Robert Hunter       | Rabobank             | 17u33'17" |
| 2         | Robbie McEwen       | Lotto-Domo           | + 8"      |
| 3         | Tom Boonen          | Quick.Step-Davitamon | + 12"     |
| 4         | Jean-Patrick Nazon  | AG2r Prévoyance      | + 13"     |
| 5         | Frank Høj           | Team CSC             | + 33"     |
| 6         | Frank Vandenbroucke | Fassa Bortolo        | + 34"     |
| 7         | Lars Michaelsen     | Team CSC             | + 38"     |
| 8         | Servais Knaven      | Quick.Step-Davitamon | z.t.      |
| 9         | Léon van Bon        | Lotto-Domo           | + 40"     |
| 10        | Fabio Sacchi        | Fassa Bortolo        | z.t.      |

### Puntenklassement
| Plaats     | Naam          | Ploeg                | Punten |
| ---------- | ------------- | -------------------- | ------ |
| Witte trui | Tom Boonen    | Quick.Step-Davitamon | 120    |
| 2          | Robert Hunter | Rabobank             | 116    |
| 3          | Robbie McEwen | Lotto-Domo           | 108    |

### Jongerenklassement
| Plaats           | Naam           | Ploeg                | Tijd      |
| ---------------- | -------------- | -------------------- | --------- |
| Lichtblauwe trui | Tom Boonen     | Quick.Step-Davitamon | 17u33'29" |
| 2                | Sebastian Lang | Team Gerolsteiner    | + 32"     |
| 3                | Nick Nuyens    | Quick.Step-Davitamon | + 44"     |

### Ploegenklassement
| Plaats | Ploeg                | Tijd      |
| ------ | -------------------- | --------- |
|        | Fassa Bortolo        | 52u41'35" |
| 2      | Lotto-Domo           | + 6"      |
| 3      | Quick.Step-Davitamon | + 12"     |

## Klassementsleiders
| Etappe      | Winnaar           | Algemeen          | Punten            | Jongere           | Ploegen       |
| 1           | Francisco Ventoso | Francisco Ventoso | Francisco Ventoso | Francisco Ventoso | Rabobank      |
| 2           | Tom Boonen        | Tom Boonen        | Tom Boonen        | Tom Boonen        | Rabobank      |
| 3           | Robert Hunter     | Robert Hunter     | Robert Hunter     | Tom Boonen        | Fassa Bortolo |
| 4           | Fabian Cancellara | Robert Hunter     | Tom Boonen        | Tom Boonen        | Fassa Bortolo |
| 5           | Robert Hunter     | Robert Hunter     | Tom Boonen        | Tom Boonen        | Fassa Bortolo |
| Eindstanden | Eindstanden       | Robert Hunter     | Tom Boonen        | Tom Boonen        | Fassa Bortolo |

2002 · 
2003 · 
2004 · 
2005 · 
2006 · 
2007 · 
2008 · 
2009 · 
2010 · 
2011 · 
2012 · 
2013 · 
2014 · 
2015 · 
2016